# Matthías Jochumsson
Matthías Jochumsson (11 de noviembre de 1835 – 18 de noviembre de 1920) fue un  poeta, dramaturgo y traductor islandés.

## Biografía
Es conocido sobre todo por su poesía lírica y  por ser el autor del himno nacional de Islandia,  Lofsöngur, en 1874. Nació en la localidad de Skógar en Þorskafjörður en una familia pobre y viajó por el continente para completar su formación, donde descubrió su pasión por los idiomas y la literatura. Murió en Akureyri, donde su casa, Sigurhæðir, es ahora un museo, dedicado a su vida y a su obra.